# Провінстаун
Провінстаун (англ. Provincetown) — місто (англ. town) в США, в окрузі Барнстебел штату Массачусетс. Населення — 3664 особи (2020). Розташований на кінцівці мису Кейп-Код із західного боку коси, є північною точкою однойменного національного узбережжя. Відоме як гавань і богемний туристичний центр.

## Історія
Ймовірно, затока Провінстауна була першою точкою Нової Англії, де висадилися британські колоністи. В 1602 році Бартоломью Госнольд став першим європейцем, який побачив Кейп-Код і затоку Провінстаун. В 1620 році переселенці висадилися в затоці, але пізніше перемістилися на захід і заснували колонію Плімут. Проте, затока Провінстауна залишалася відомою, в основному через зручність рибного лову. В 1692 році Провінційні землі (англ. Province Lands) були згадані в договорі про злиття Плімутської колонії і Колонії Массачусетської затоки. В 1714 році було утворено перший муніципальний уряд Провінстауну, а в 1727 році місто отримало офіційний статус.
Населення міста залишалося незначним до Війни за незалежність США, а потім Провінстаун став швидко рости як риболовецький і китобійний центр. В XIX ст. тут оселилася велика кількість португальських моряків, і до кінця століття місто також набуло туристичного значення. Ураган Portland Gale в 1898 році вкрай несприятливо відбився на риболовецькій індустрії Провінстауну, однак порожні будівлі були зайняті художниками, і місто стало художнім і літературним центром. З 1990-х років істотно зростають ціни на житло, надаючи Провінстауну все більш елітний характер. Місто відоме також як центр гей-туризму.

## Географія

### Клімат
| Клімат : Провінстаун         | Клімат : Провінстаун | Клімат : Провінстаун | Клімат : Провінстаун | Клімат : Провінстаун | Клімат : Провінстаун | Клімат : Провінстаун | Клімат : Провінстаун | Клімат : Провінстаун | Клімат : Провінстаун | Клімат : Провінстаун | Клімат : Провінстаун | Клімат : Провінстаун | Клімат : Провінстаун |
| Показник                     | Січ.                 | Лют.                 | Бер.                 | Квіт.                | Трав.                | Черв.                | Лип.                 | Серп.                | Вер.                 | Жовт.                | Лист.                | Груд.                | Рік                  |
| Середній максимум, °C        | 3,1                  | 3,7                  | 6,6                  | 11,2                 | 16,7                 | 22,2                 | 25,6                 | 25,1                 | 21,3                 | 15,7                 | 11,1                 | 6,2                  | 14,1                 |
| Середня температура, °C      | −0,3                 | 0,2                  | 3,0                  | 7,6                  | 12,6                 | 18,1                 | 21,6                 | 21,2                 | 17,6                 | 12,1                 | 7,6                  | 2,7                  | 10,4                 |
| Середній мінімум, °C         | −3,7                 | −3,4                 | −0,6                 | 3,8                  | 8,6                  | 14,0                 | 17,5                 | 17,3                 | 13,8                 | 8,4                  | 4,1                  | −0,8                 | 6,6                  |
| Норма опадів, мм             | 94                   | 81                   | 118                  | 103                  | 83                   | 88                   | 75                   | 82                   | 90                   | 97                   | 108                  | 97                   | 1117                 |
| Вологість повітря, %         | 68.1                 | 66.2                 | 66.6                 | 69.2                 | 70.5                 | 72.9                 | 74.8                 | 73.7                 | 74.9                 | 69.9                 | 67.1                 | 66.5                 | 70.1                 |
| ---------------------------- | -------------------- | -------------------- | -------------------- | -------------------- | -------------------- | -------------------- | -------------------- | -------------------- | -------------------- | -------------------- | -------------------- | -------------------- | -------------------- |
| Джерело: PRISM Climate Group |                      |                      |                      |                      |                      |                      |                      |                      |                      |                      |                      |                      |                      |

## Демографія
Згідно з переписом 2010 року, у місті мешкали 2942 особи в 1765 домогосподарствах у складі 416 родин. Було 4494 помешкання
Расовий склад населення:
| - 91,5 % — білих - 4,0 % — чорних або афроамериканців - 0,6 % — корінних американців - 0,6 % — азіатів - 1,6 % — осіб інших рас |

До двох чи більше рас належало 1,7 %. Частка іспаномовних становила 4,8 % від усіх жителів.
За віковим діапазоном населення розподілялося таким чином: 6,8 % — особи молодші 18 років, 72,8 % — особи у віці 18—64 років, 20,4 % — особи у віці 65 років та старші. Медіана віку мешканця становила 52,3 року. На 100 осіб жіночої статі у місті припадало 119,6 чоловіків; на 100 жінок у віці від 18 років та старших — 122,5 чоловіків також старших 18 років.
Середній дохід на одне домашнє господарство становив 69 510 доларів США (медіана — 47 500), а середній дохід на одну сім'ю — 90 531 долар (медіана — 70 114). Медіана доходів становила 52 217 доларів для чоловіків та 39 643 долари для жінок. За межею бідності перебувало 10,7 % осіб, у тому числі 13,2 % дітей у віці до 18 років та 15,1 % осіб у віці 65 років та старших.
Цивільне працевлаштоване населення становило 1621 особа. Основні галузі зайнятості: мистецтво, розваги та відпочинок — 24,1 %, освіта, охорона здоров'я та соціальна допомога — 19,8 %, фінанси, страхування та нерухомість — 13,3 %, роздрібна торгівля — 11,8 %.

### Перепис 2000
Згідно з переписом населення 2000 року, у місті проживали 3431 особи, з них 87,55% білих і 7,52% афроамериканців. Більшість жителів були португальського (22,6%), ірландського (13,9%), англійського (10,4%) та італійського (8,7%) походження. Середній дохід на душу населення становив 26109 доларів США на рік. 16,3% населення проживали нижче рівня бідності.
Провінстаун привертає величезну кількість туристів. Так, його тимчасове населення в літній сезон оцінюється в 60 тисяч чоловік.

## Цікаві факти
У Провінстауні відбувається дія роману «Круті хлопці не танцюють» американського письменника Нормана Мейлера.